# Avenida Juscelino Kubitschek
A Avenida Presidente Juscelino Kubitschek é uma via arterial da cidade de São Paulo, no Brasil, ligando a Marginal Pinheiros ao Itaim Bibi, próximo à confluência das avenidas Santo Amaro, São Gabriel e Brigadeiro Luis Antônio. É também um centro de diversão noturna da capital paulista, contando com centenas de bares e discotecas. Seu nome é uma homenagem a Juscelino Kubitschek de Oliveira, ex-presidente do Brasil. A via faz parte de um dos mais recentes centros financeiros da cidade, ao lado da Vila Olímpia e dos centros de negócios do Itaim Bibi, abrigando sedes e filiais de grandes empresas nacionais e internacionais em seus grandes e modernos edifícios.

## História
Em 1973, falava-se na abertura de uma avenida no vale do Córrego do Sapateiro, por causa das obras de canalização do mesmo. Naquele momento, previa-se uma avenida com 2,5 quilômetros de extensão, entre a Marginal Pinheiros e a Avenida República do Líbano, incluindo um viaduto com 350 metros de extensão sobre o início da Avenida Santo Amaro, que nunca foi construído. O orçamento para a obra era de 22 milhões de cruzeiros, sendo oito milhões para a pavimentação, nove milhões para a construção do viaduto e cinco milhões para desapropriações.  Em 1994, em substituição ao viaduto, foi inaugurado o Complexo Viário Tribunal de Justiça do Estado de São Paulo, composto por dois túneis que passam sob a Avenida Santo Amaro.

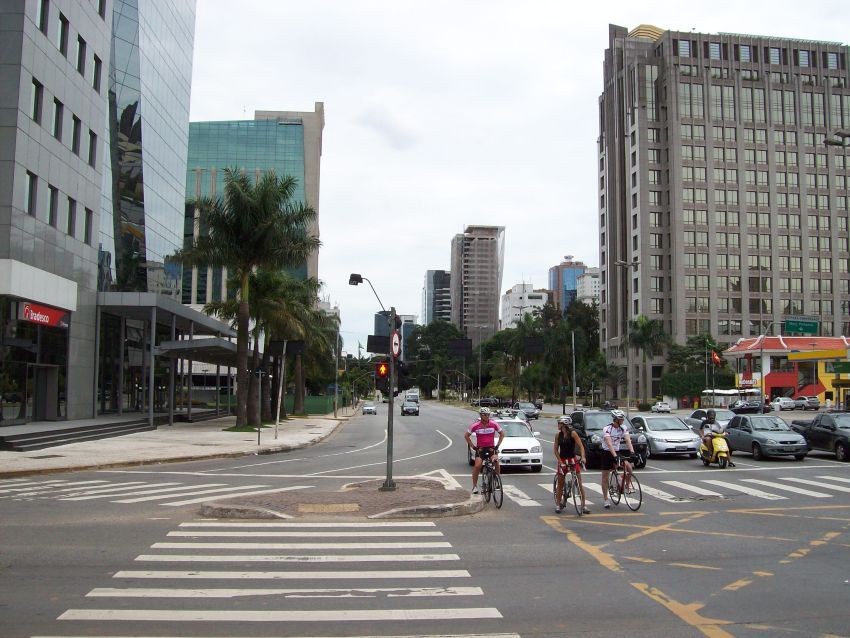
Cruzamento das avenidas JK e Faria Lima

A avenida foi inaugurada em 1976, mas no início chegou a ser considerada uma "via expressa semifantasma, ligando nada a lugar nenhum", por terrenos vagos, algumas casas modestas, oficinas mecânicas e uma favela. A partir de 1982, a avenida começou a ganhar lojas, restaurantes, lanchonetes e sedes de empresas — os primeiros estabelecimentos foram a Brasserie Victoria (ainda no local) e as pizzarias Micheluccio e Monte Verde —, num boom acelerado em 1984 com a chegada de uma grande loja do Mappin, na esquina com a Rua João Cachoeira, e de uma lanchonete da rede McDonald's, próxima à esquina com a Rua Dr. Renato Paes de Barros.
A loja do Mappin, que chegou a responder por 30% do total de vendas da rede e a ser a terceira maior loja de departamentos do mundo no volume de vendas por metro quadrado, foi erguida num terreno que a empresa já possuía, onde se localizava um depósito, mas uma pesquisa sobre a potencialidade dos bairros vizinhos foi decisiva para que o projeto fosse executado, com vistas a atrair um público consumidor de alto poder aquisitivo. Mais tarde, com o encerramento das atividades do Mappin, ela foi substituída por um supermercado, que usava a marca Extra ao ser fechado na primeira metade dos anos 2020. O prédio acabou demolido em 2024.
Em 1985, a avenida já tinha se transformado no que a revista Veja em São Paulo chamou de "rica e vivaz fronteira entre duas áreas da cidade em plena expansão", referindo-se ao Itaim Bibi e à Vila Olímpia. Nessa época a vida noturna já começava a florescer na região, com diversos bares, restaurantes e boates, embora a importância comercial também fosse grande durante o dia, com pontos comerciais bem-sucedidos. Esses pontos eram vendidos por preços altos, por causa do mercado especulativo, embora o preço do metro quadrado tenha subido muito pouco entre dezembro de 1976 e dezembro de 1985, quando a avenida já estava consolidada.
A avenida tinha na década de 1980 boa parte de seu traçado, entre as ruas Ramos Batista e Clodomiro Amazonas, em zoneamento Z9, o que impedia a construção de grandes edifícios, algo que seria mudado mais tarde. Por causa disso, os únicos prédios que se erguiam ao longo da avenida naquela época ficavam no trecho próximo à Marginal Pinheiros. A avenida tinha ainda uma favela, conhecida como Favela JK, que ocupava uma área de 3 050 metros quadrados, onde viviam cerca de 1,2 mil pessoas em 210 barracos em dezembro de 1985, no quadrilátero que a avenida formava com as ruas Ramos Batista, Ministro Jesuíno Cardoso e Atílio Innocenti.
Em 1988, o prefeito Jânio Quadros deu início às obras de construção do que seria um bulevar, mas o projeto só tinha sido definido em seu primeiro trecho, entre onde hoje é o Túnel Sebastião Camargo e a Rua Atílio Innocenti. As obras acabaram paradas dois anos depois, já na gestão de Luiza Erundina, que aterrou o canteiro de obras. Quando Gilberto Kassab decidiu retomar o projeto em 2008 pretendia usar lajes e paredes construídas quase vinte anos antes, para o projeto de uma passagem subterrânea de 1,3 mil metros de extensão ligando os dois complexos de túneis que ficam nas pontas da avenida, em uma obra que estava prevista para durar dez meses. Essa obra começou polêmica, pois, por fazer parte da Operação Urbana Faria Lima, que envolvia também os túneis construídos pela ex-prefeita Marta Suplicy em 2004 sob a Avenida Brigadeiro Faria Lima, era necessário que os débitos antigos, que estavam sendo negociados na Justiça, fossem quitados antes de novas dívidas serem assumidas.